# Canton de Vavincourt
Le canton de Vavincourt est une ancienne division administrative française du département de la Meuse.
Le canton est créé en 1790 sous la Révolution française. À la suite du redécoupage cantonal de 2014, le canton est supprimé.

## Géographie
Ce canton est organisé autour du chef-lieu Vavincourt et fait partie intégralement de l'arrondissement de Bar-le-Duc. Son altitude varie de 179 m (Chardogne) à 376 m (Géry) pour une altitude moyenne de 287 m. Sa superficie est de 241,53 km2.

## Histoire
Le canton de Vavincourt fait partie du district de Bar-sur-Ornain, créé par le décret du 30 janvier 1790.
Après la suppression des districts en 1795, le canton intègre l'arrondissement de Bar-le-Duc lors de la création de celui-ci en 1801.
À la suite du redécoupage cantonal de 2014, le canton est supprimé. Les communes se retrouvent dispersés dans :
- le nouveau canton de Bar-le-Duc-1 pour 8 communes : Érize-la-Brûlée, Érize-Saint-Dizier, Géry, Naives-Rosières, Raival, Resson, Rumont et Seigneulles ;
- le nouveau canton de Bar-le-Duc-2 pour 3 communes : Behonne, Chardogne et Vavincourt.

## Composition
Le canton de Vavincourt réunit les 11 communes de :
| Nom                    | Code Insee | Intercommunalité         | Superficie (km2) | Population (dernière pop. légale) | Densité (hab./km2) |
| ---------------------- | ---------- | ------------------------ | ---------------- | --------------------------------- | ------------------ |
| Vavincourt (chef-lieu) | 55541      | CA Bar-le-Duc Sud Meuse  | 15,93            | 496 (2014)                        | 31                 |
| Behonne                | 55041      | CA Bar-le-Duc Sud Meuse  | 9,17             | 635 (2014)                        | 69                 |
| Chardogne              | 55101      | CA Bar-le-Duc Sud Meuse  | 12,82            | 315 (2014)                        | 25                 |
| Érize-la-Brûlée        | 55175      | CC De l'Aire à l'Argonne | 10,82            | 174 (2014)                        | 16                 |
| Érize-Saint-Dizier     | 55178      | CC De l'Aire à l'Argonne | 12,49            | 194 (2014)                        | 16                 |
| Géry                   | 55207      | CC De l'Aire à l'Argonne | 4,80             | 58 (2014)                         | 12                 |
| Naives-Rosières        | 55369      | CA Bar-le-Duc Sud Meuse  | 15,93            | 799 (2014)                        | 50                 |
| Raival                 | 55442      | CC De l'Aire à l'Argonne | 19,22            | 274 (2014)                        | 14                 |
| Resson                 | 55426      | CA Bar-le-Duc Sud Meuse  | 8,40             | 401 (2014)                        | 48                 |
| Rumont                 | 55446      | CA Bar-le-Duc Sud Meuse  | 6,31             | 90 (2014)                         | 14                 |
| Seigneulles            | 55479      | CC De l'Aire à l'Argonne | 11,70            | 180 (2014)                        | 15                 |

## Représentation

### Conseillers d'arrondissement (de 1833 à 1940)
| Période                                  | Période      | Identité                             | Étiquette   | Qualité |
| ---------------------------------------- | ------------ | ------------------------------------ | ----------- | --- |
| 1833                                     | 1834 (décès) | Victor Benoit Geoffroy-Hannotin      |             | Marchand de vin, maire de Naives                                                                            |
| 1834                                     | 1842         | Joseph Victor Legendre-Colson        |             | Négociant en vins à Naives                                                                                  |
| 1842                                     | 1848         | Henry Estienne                       |             | Docteur en médecine, juge de paix à Vavincourt, propriétaire à Condé-en-Barrois                             |
| 1848                                     | 1852         | M. Michel                            |             | Ancien greffier à Vavincourt                                                                                |
| 1852                                     | 1871         | Pierre-François Adnot-Mathieu        |             | Propriétaire, vigneron, maire de Behonne puis juge de paix à Souilly puis à Vavincourt                      |
| 1871                                     | 1886         | Gaston Boullet (1844-1930)           | Républicain | Docteur en médecine à Naives-devant-Bar                                                                     |
| 1886                                     | 1907         | Aimé Mansuy (1840-1912)              |             | Propriétaire, maire de Seigneulles                                                                          |
| 1907                                     | 1919         | Ernest Varin                         |             | Cultivateur, maire de Vavincourt                                                                            |
|                                          |              |                                      |             | |
| 1920                                     | 1922         | Narcisse Eugène Murel                |             | Agriculteur à Chardogne                                                                                     |
| 1922                                     | 1933 (décès) | Jules Zaepffel (1863-1933)           |             | Agriculteur, maire de Vavincourt (1922-1933)                                                                |
| 1933                                     | 1933         | Camille Zaepffel (fils du précédent) | Droite      | Agriculteur à Vavincourt                                                                                    |
| 1933                                     | 1940         | Louis Aubert                         | RG          | Agriculteur à Condé-en-Barrois                                                                              |
| 1940                                     |              |                                      |             | Les conseils d'arrondissement ont été suspendus par la loi du 12 octobre 1940 et n'ont jamais été réactivés |
| Les données manquantes sont à compléter. |              |                                      |             | |

### Conseillers généraux de 1833 à 2015
| Période                                  | Période          | Identité                       | Étiquette    | Qualité |
| ---------------------------------------- | ---------------- | ------------------------------ | ------------ | --- |
| Les données manquantes sont à compléter. |                  |                                |              | |
| 1833                                     | 1837 (démission) | Michel Maurice Estienne-Berger |              | Notaire, propriétaire, conseiller d'arrondissement, propriétaire à Condé-en-Barrois                                                                           |
| 1837                                     | 1848             | Paulin Gillon (1796-1878)      | Droite       | Avocat, Notaire, Secrétaire général de la Préfecture Député (1848-1851 et 1871-1876) Maire de Bar-le-Duc, conseiller d'arrondissement du canton de Triaucourt |
| 1848                                     | 1862 (décès)     | Henry Estienne                 |              | Docteur en médecine, Juge de paix à Vavincourt conseiller municipal de Condé-en-Barrois, conseiller d'arrondissement                                          |
| 1863                                     | 1870             | Jean Eugène Bertrand Estienne  |              | Notaire, propriétaire, Condé-en-Barrois |
| 1870                                     | 1874             | Charles Auguste Guillaume      |              | Propriétaire |
| 1874                                     | 1892             | Auguste Gérardin               | Droite       | Conseiller à la Cour d'Appel de Nancy |
| 1892                                     | 1898             | Gaston Boullet                 | Républicain  | Docteur en médecine à Naives-devant-Bar, conseiller d'arrondissement                                                                                          |
| 1898                                     | 1910             | Henry Ferrette (1869-1933)     | Act.lib.     | Avocat à Metz, Journaliste au Messin Député (1898-1910, 1919-1924 et 1932-1933) Conseiller municipal de Bar-le-Duc (1900-1908 et 1929-1933)                   |
| 1910                                     | 1922             | Charles Guillemin              | RG           | Agriculteur Maire de Condé-en-Barrois |
| 1922                                     | 1928             | Narcisse Eugène Murel          |              | Agriculteur, maire de Chardogne, conseiller d'arrondissement                                                                                                  |
| 1928                                     | 1933 (décès)     | Henry Ferrette (1869-1933)     | IAESP        | Docteur en droit, Avocat à Bar-le-Duc Député (1898-1910, 1919-1924 et 1932-1933) Conseiller municipal de Bar-le-Duc (1900-1908 et 1929-1933)                  |
| 1933                                     | 1940             | Camille Zaepffel               | RG           | Agriculteur, conseiller municipal de Vavincourt,conseiller d'arrondissement Nommé conseiller départemental en 1943                                            |
|                                          |                  |                                |              | |
| 1945                                     | 1973             | Camille Zaepffel               | DVD          | Agriculteur à Vavincourt |
| 1973                                     | 1992             | Michel Chauvin                 | UDR puis RPR | Technicien d'élevage Maire de Naives-Rosières (1973-1995) |
| 1992                                     | 1998             | Didier Herment                 | DVD          | Pharmacien à Naives-Rosières |
| 1998                                     | 2004             | Jean-Jacques Poette            | DVD          | Artisan, maire de Behonne |
| 2004                                     | 2015             | Jean-Claude Salziger           | PS           | Retraité de l'Éducation Nationale, Behonne |

## Démographie
| 1962  | 1968  | 1975  | 1982  | 1990  | 1999  | 2006  | 2011  | 2012  |
| ----- | ----- | ----- | ----- | ----- | ----- | ----- | ----- | ----- |
| 2 799 | 2 774 | 3 042 | 3 685 | 3 854 | 3 722 | 3 649 | 3 674 | 3 650 |